# Richard III. Normandský
Richard III. Normandský (francouzsky Richard III de Normandie; † 6. srpna 1027) byl krátce normandský vévoda.
Byl nejstarším synem vévody Richarda II. a Judity, dcery Conana Bretaňského. Vévodský titul zdědil po otcově skonu roku 1026 a následně byl nucen čelit vzpouře po moci bažícího mladšího bratra Roberta, kterého se mu podařilo porazit u Falaise a poté si na něm vymohl složení holdu a uznání svého titulu. Zřejmě touto dobou se oženil s Adélou, dcerou francouzského krále Roberta II.
Zemřel náhle v srpnu 1027 bez legitimního dědice a Vilém z Jumièges v souvislosti s jeho skonem psal o otravě. Novým vévodou se stal mladší bratr Robert a Richardův levoboček Mikuláš byl zasvěcen církevnímu životu. Stal se z něj opat kláštera Saint-Ouen v Rouenu.